# Movistar (España)
Movistar es un operador de la compañía multinacional española de telecomunicaciones Telefónica, que presta los servicios de telefonía (fija y móvil), internet (fijo y móvil) y televisión (Movistar Plus+) en España.
Fue lanzada como marca comercial el 25 de julio de 1995, adquiriendo su condición de operador multimodal el 1 de mayo de 2010, tras la unificación bajo el nombre de la marca, de todos los servicios de telefonía, internet y televisión, en los que se sitúa como el primer operador del país.

## Historia

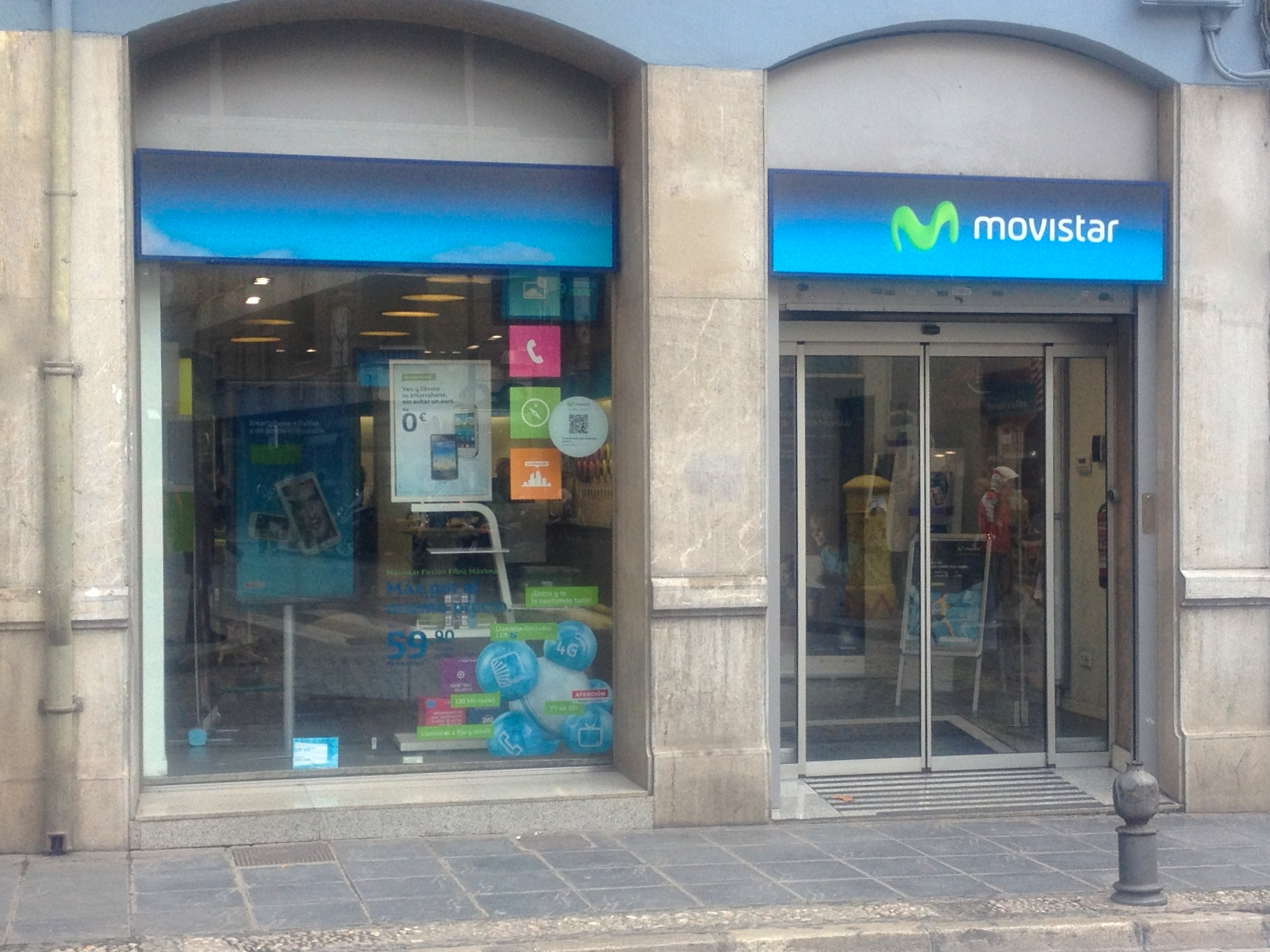
Exterior de un establecimiento Movistar en la ciudad de Granada.

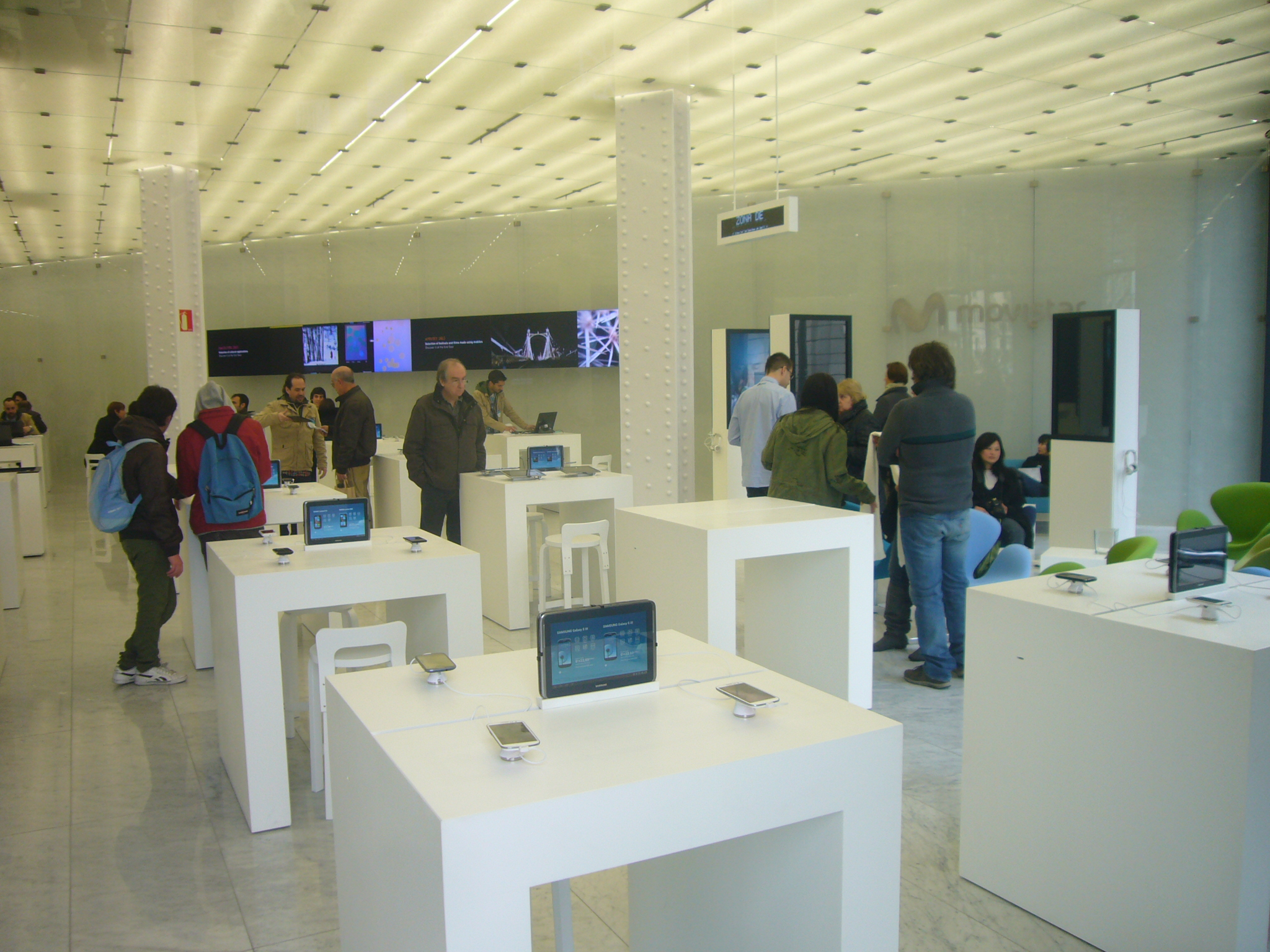
Tienda Movistar en la Plaza de Cataluña de Barcelona.

### Nacimiento de la marca
En 1995 Telefónica de España agregó el negocio de telefonía móvil mediante una empresa independiente a su matriz, Telefónica Móviles. La nueva compañía prestaba servicios de telefonía móvil analógica (ETACS) bajo el nombre de MoviLine. Movistar tiene su origen en la marca comercial con la que Telefónica Móviles comenzó a operar el servicio de telefonía móvil digital (GSM) el 25 de julio de 1995. Esta tecnología comenzó sus pruebas en España durante la Exposición Universal de Sevilla y los Juegos Olímpicos de Barcelona de 1992 a través de la filial Telefónica Servicios Uno (TS1).
Tras un periodo de convivencia de ambas tecnologías, analógica (MoviLine) y digital (MoviStar), la primera se extingue finalmente el 31 de diciembre de 2003, quedando únicamente la telefonía móvil digital de Movistar.
Cronología de la primera década
- 25 de julio de 1995: nacimiento de la marca Movistar con el lanzamiento del servicio de telefonía móvil digital en España.
- Junio de 1996: lanzamiento de las primeras líneas de prepago.
- Febrero de 1999: comienza a operar en la banda de 1.800 MHz, al llegar la tecnología dual a España.
- Marzo del 2000: primera licencia para operar en UMTS, la llamada tercera generación de telefonía móvil (3G)
- Enero de 2001: lanzamiento comercial del servicio de GPRS (2,5G).
- Septiembre de 2002: lanzamiento del MMS, mensajes de texto que incorporan archivo adjuntos de imagen o sonido.
- Mayo de 2004: lanzamiento del servicio de videollamada en la red de UMTS.
- 5 de abril de 2005: en el décimo aniversario de la operadora, se lanza la nueva imagen de la marca a nivel mundial, con la característica "M" dinámica del logo de Movistar.[5]

### Expansión internacional de la marca
Telefónica inició su expansión internacional en 1990 con la adquisición en Hispanoamérica de tres compañías nacionales de telefonía privatizadas en Perú, Argentina y Chile, provenientes de monopolios estatales. En la primera fase, estas compañías siguieron desarrollando y expandiendo su negocio como un todo, sin segregación de las filiales móviles.
En 1998, con la privatización de Telebrás, Telefónica, integrada en varios consorcios, consiguió el control del operador de telefonía fija de Sao Paulo (TelESP) y de varios operadores móviles, como los de Río de Janeiro (TelERJ) o Rio Grande do Sul (CRT).
En el 2000, y ya como la división Telefónica Móviles, continuó su expansión implantándose en el mercado mexicano, mediante la adquisición de cuatro operadores pertenecientes a Motorola que operaban en el norte de México y creando una filial local con sede en Monterrey. Posteriormente, en mayo de 2002, adquiere el operador Pegaso y lo fusiona con la operadora que ya controlaba, convirtiéndose en un operador de ámbito nacional y moviendo la sede de la compañía a México D.F..
Finalmente en 2004, Telefónica Móviles compra los activos latinoamericanos del operador estadounidense BellSouth. A través de esta adquisición, amplia su implantación continental en Centroamérica y en varios países en los que no operaba como Colombia, Venezuela, Ecuador y Uruguay, además de reforzar su presencia en los que ya tenía operaciones, consolidándose como la compañía  telefónica líder de la región iberoamericana.

### Unificación de la marca
Durante su expansión internacional, los negocios de Telefónica Móviles en el mundo siguieron una política de marca dispar, y en cada territorio la multinacional combinaba las marcas de los operadores absorbidos con las firmas «Telefónica», «Movistar» o ambas, aunque en algunos territorios directamente prescindía de las marcas locales e implantaba las suyas.
En 2006, bajo una política de reorganización de los negocios globales del grupo, Telefónica Móviles es absorbida por su matriz, Telefónica, y sus operaciones internacionales son absorbidas por la nueva organización del Grupo Telefónica en torno a zonas geográficas. La filial española queda bajo Telefónica de España, S.A.U., las filiales iberoamericanas quedan integradas en Telefónica Iberoamérica y las europeas (salvo la española) bajo Telefónica Europe, Plc. Por otra parte, el servicio de telefonía móvil en España e Hispanoamérica quedaba unificado bajo la enseña comercial Movistar, mientras que los servicios de telefonía e internet fijos, seguían denominándose con el nombre comercial Telefónica.
En 2010, la reestructuración completa a nivel global de todo el portafolio de marcas del grupo Telefónica llevó a prescindir de la enseña Telefónica en servicios comerciales, pasando a denominarse bajo la marca Movistar, ya fueran móviles o fijos el 3 de mayo de 2010, aunque legalmente «Telefónica de España, S.A.U.» es la empresa para la telefonía fija e internet y «Telefónica Móviles España, S.A.U.» para la telefonía móvil y televisión. En consonancia, la imagen en de la marca se renovó en España, presentando un rediseño del logotipo, y posteriormente implantó la misma imagen que en España en todas las filiales del territorio hispanoamericano.
En octubre de 2020, Telefónica avanza hacia una nueva red de tecnología 5G en el mercado español. Así, Movistar consigue ofrecer cobertura 5G en las 50 capitales de provincia de España y las dos ciudades autónomas, Ceuta y Melilla, independientemente de su tamaño y población. De esta manera, la compañía ofrece el acceso al servicio de 5G al 40% de la población española.
En diciembre de 2020 y según las últimas cifras, Movistar ya tiene cobertura 5G en más de 800 municipios con su tecnología 5G basada en DSS. Esto equivale a dar servicio de quinta generación móvil al 65% de la población de España.
En diciembre de 2022 Movistar cierra el año con un total de 1.719 municipios con cobertura 5G, lo que supone una cobertura superior al 83% de la población española.
En mayo de 2023 Movistar es el operador nacional que dispone de más antenas de 5g A 1 Gbps, en concreto, cuenta con 2.303 antenas 5G en n78.
En octubre de 2023, Movistar se mantiene como la compañía con más antenas de 5G a 1 Gbps, en total 3.272 antenas 5G en n78.  Y termina 2023 con 3.951 nodos de 5G en la banda de 3,5GHz, distanciándose así de sus rivales en el despliegue de redes rápidas de 5G.  

## Imagen y estrategia de marca

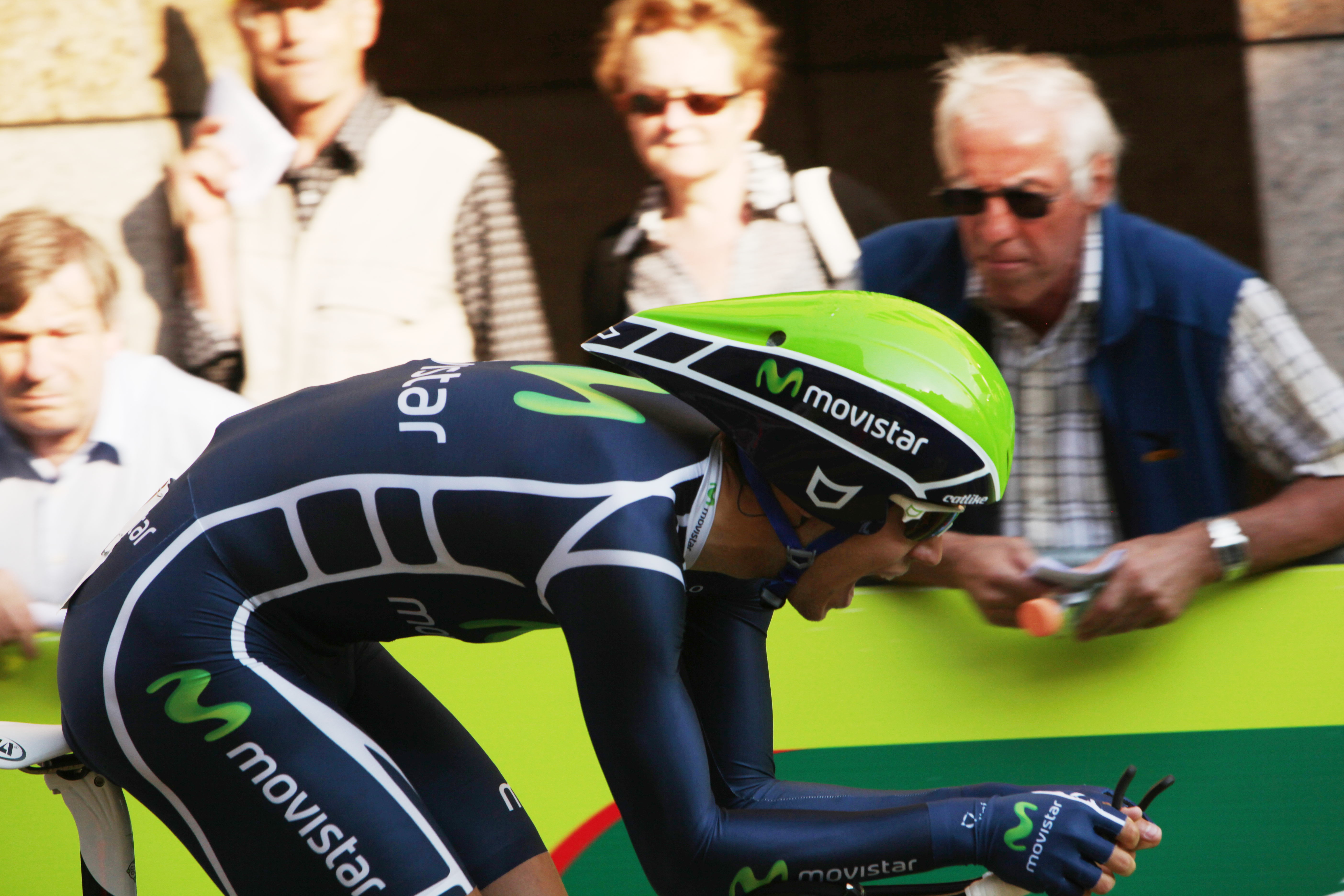
Ciclista Jesús Herrada, del equipo Movistar Team.

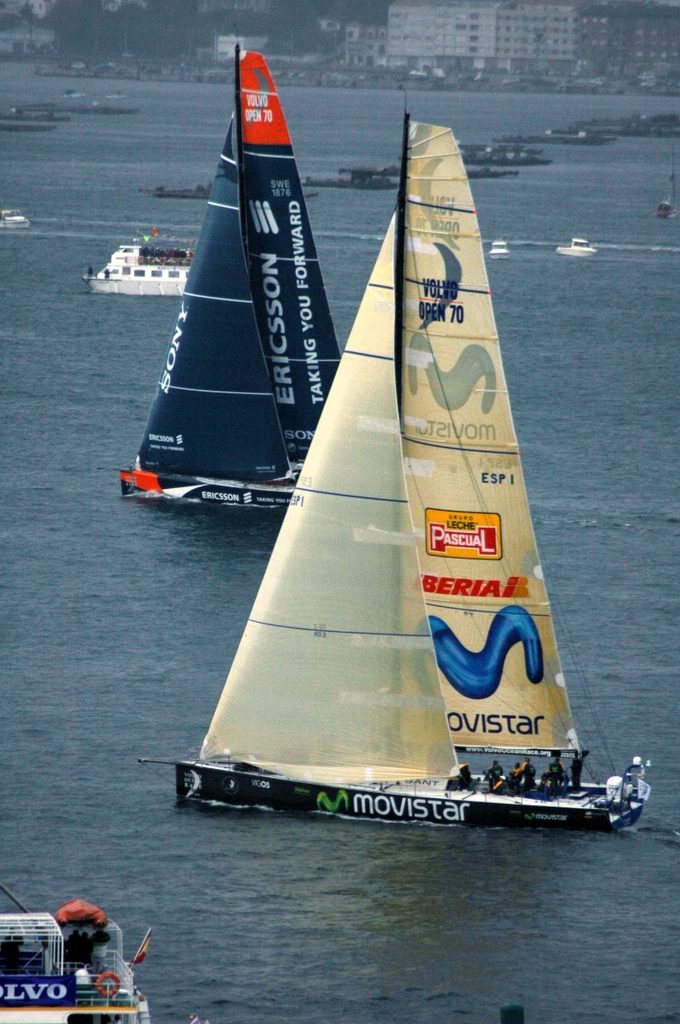
Velero Movistar, en la Volvo Ocean Race, Vigo (año 2005).

Desde su nacimiento, el logotipo de la marca Movistar se presentaba como un anexo de la logomarca de Telefónica, la cual representaba la letra "T" formada por varios puntos. Moviline lucía una imagen muy similar que reflejaba su pertenencia al mismo grupo empresarial. La "i" de la palabra Movistar se distinguía por tener una estrella de color dorado en el punto de la grafía.
En el 2000, Telefónica modificaba radicalmente su logotipo y su imagen de marca por un texto en grafía amable en color verde lima en el que se leía el nombre de la marca, con un subrayado láser. En concordancia, la marca Movistar modificó su logotipo y pasó a ser simplemente la palabra Movistar escrita en color blanco a modo de endorso debajo de la marca Telefónica.
El 5 de abril de 2005, debido al auge de la telefonía móvil, Movistar presentó su primer logotipo propio independiente de la marca Telefónica. Una versión particular de la letra "M" en color verde lima y con efectos tridimensionales que aparentaban dar volumen. Los colores característicos de la marca continuaron siendo el verde lima y el azul, heredados de su matriz Telefónica.
Durante abril y mayo de 2010, debido a que Movistar dejó de ser una enseña centrada en la telefonía móvil y pasó a ser la única enseña comercial de todos los productos del grupo en España e Hispanoamérica, el logotipo y la imagen corporativa se retocaron para ser acordes a esta nueva realidad. Las formas de la "M" se suavizaron y la paleta de colores cambió las tonalidades de azul, también la marca se acogió como recurso visual característico el concepto del cielo y las nubes. De igual manera estrenó por primera vez un eslogan a nivel mundial: «Compartida la vida es más».
Movistar anunció el 14 de septiembre de 2012 su nueva oferta combinada: Movistar Fusión. Esta era la primera en España que integraba en una factura servicios de ADSL, telefonía móvil, telefonía fija y televisión. De esta manera, los usuarios podían “obtener un ahorro de hasta el 50% en su factura mensual”, según anunció el presidente de Telefónica España, Luis Miguel Gilpérez. Oficialmente, el servicio Movistar Fusión salió al mercado español el 1 de octubre de 2012, con cuatro paquetes distintos que combinaban servicios de línea fija, móvil (500 minutos-1GB), banda ancha (ADSL de 10 megas o fibra óptica de 100 megas) y televisión.
El 1 de diciembre de 2016 se estrenó la nueva imagen de Movistar, utilizando el mismo logo de 2010, pero ahora en un formato 2-D y que también volvió a centrarse en la letra "M" y para afirmar su eslogan "Elige todo", lanzado en marzo de ese mismo año. Previamente el 22 de diciembre de 2016, Movistar estrena dicha imagen junto con el eslogan en Uruguay, siendo el primer país de Hispanoamérica en renovar su imagen después de España. Durante 2017 los demás países van adquiriendo la nueva imagen; en enero se lanzó en Panamá, Nicaragua, Colombia, Guatemala y Costa Rica; en febrero en Argentina, en marzo en El Salvador y Chile, en abril en México, en mayo en Perú y en julio en Ecuador.
En junio de 2020, se lanzó una nueva variante del logo anterior únicamente en color azul, reemplazando la tipografía con una más formal y con la M de Movistar en mayúscula.En los siguientes años se lanzaría en los países de Latinoamérica. Además, en mayo de 2022 se empezó a utilizar el eslogan "Tu vida, mejor" como parte de la promoción del servicio personalizable miMovistar.A diferencia de los eslóganes anteriores, este no se replicó en los demás países con operaciones de Movistar, sino que cada filial lanzó una campaña diferente acorde a los servicios ofrecidos.
En diciembre de 2024, y después de un acuerdo de patrocinio alcanzado por Telefónica con Impulsa e Instalaciones, Movistar da nombre al Palacio de los Deportes de Madrid después de que WiZink haya optado por no ejecutar las cláusulas de renovación hasta 2028. Así, el recinto pasa a llamarse Movistar Arena.

## Operadores móviles virtuales
En 2024, además de la OMV propiedad de Movistar (O2), existen varios OMV que cuentan con acuerdos con Movistar para utilizar su cobertura de red.
- Digi
- Avatel

## Reconocimientos
En 2011, el ranking de las 500 marcas con mayor valor a nivel mundial, elaborado por Brand Finance, se colocaba a Movistar en el puesto 51 del escalafón global y en el sexto lugar como operadora mundial por valor de marca, superada por Vodafone (5), AT&T (10), Verizon (12), China Mobile (25) y Orange (29).
En 2013, fue elegida como mejor operadora de banda ancha en España, según el V Estudio Sobre la Calidad en Internet Fijo de la Asociación de Internautas (AI) y mejor atención al cliente por ADSLZone, superando a Pepephone y ONO.
En 2014, según el ranking de la consultora Interbrand, fue la marca más valorada en España.
En 2015, según el informe BrandZ Top 100 Most Valuable Global Brands, Movistar se sitúa en la posición número 46 de las marcas más valiosas en todo el mundo, siendo la única española del escalafón junto a Zara.
En 2022, Movistar se mantiene por cuarto año consecutivo en el podio de las marcas españolas más valiosas en el ranking Kantar BrandZ situándose en la segunda posición de esta clasificación.
En 2024, Movistar se mantiene como una de las marcas más valiosas de España. Se encuentra en segunda posición con un valor de 13.024 millones de dólares, según los datos recogidos en el informe Kantar BrandZ sobre las 30 marcas españolas más valiosas de 2024. 

## Críticas y denuncias
Movistar ha recibido fuertes críticas por parte de algunos de sus clientes en España. Concretamente, algunas de las críticas que recogen las asociaciones de consumidores como las más habituales son el ofrecer tarifas engañosas o imprecisas, el no tener una política de precios transparente o un servicio de atención al cliente deficiente. Por estos motivos, la organización de consumidores Facua otorgó a Movistar el título de peor empresa del año durante los años 2009, 2010, 2011 y 2015.
Movistar, Orange y Vodafone han sido acusadas repetidas veces por colusión en la fijación de precios y abuso de posición dominante. En 2012 la Comisión Nacional de la Competencia les sancionó a pagar un total de 120 millones de euros (Movistar, 46,49 millones; Vodafone, 43,52 millones; y Orange, 29,95 millones) por abuso de posición de dominio en los precios del mercado mayorista de los mensajes SMS y MMS.